# Thornographic
́
Thornographic — промо-реліз англійської метал-групи Cradle of Filth, випущений в вересні 2006 року (лише 10" вініл).

## Список композицій
1. Temptation(кавер Heaven 17)
2. Tonight in Flames
3. Dirge Inferno
4. Halloween 2 (кавер Misfits)